# 本雅明·烏普霍夫
本雅明·烏普霍夫（Benjamin Uphoff，1993年8月8日—）是德國的職業足球運動員，司職守門員，現效力於德丙球隊罗斯托克。

## 外部連結
- DFB.de profile